# Диабет
Диабе́т (от др.-греч. διαβαίνω — «перехожу, пересекаю»), уст. Мочеистощение, Мочеизнурение — общее название заболеваний, сопровождающихся обильным выделением мочи — полиурией. Наиболее часто имеется в виду сахарный диабет, при котором повышен уровень глюкозы в крови.
Название происходит от греческого слова «диавэно», означающего «прохожу сквозь», «протекаю». Античный врач Аретеус Каппадокийский (30—90 годы н. э.) описал полиурию, которую связывал с тем, что жидкости, поступающие в организм, протекают через него и выделяются в неизменённом виде. Синдром несахарного диабета был известен ещё в глубокой древности, но до XVII века различий между сахарным и несахарным диабетом не знали.
Для обозначения диабета со сладким вкусом мочи — сахарного диабета — к слову диабет добавили mellitus (от латинского mel — «мёд»).
В XIX — начале XX века появились обстоятельные работы по несахарному диабету, установлена связь синдрома с патологией центральной нервной системы и задней доли гипофиза (супраоптическое ядро гипоталамуса → супраоптико-гипофизарный тракт → нейрогипофиз). В клинических описаниях под термином «диабет» чаще подразумевают жажду и мочеизнурение (сахарный и несахарный диабет), однако есть и другие виды — фосфат-диабет, почечный диабет (обусловленный низким порогом для глюкозы, не сопровождается мочеизнурением) и так далее.

## Сахарный диабет
Диабетолог академик РАМН Ефимов описывает сахарный диабет как хроническое эндокринно-обменное заболевание, обусловленное абсолютной или относительной инсулиновой недостаточностью, развивающееся вследствие совместного воздействия разнообразных внутренних (включая генетические) и внешних факторов, характеризующееся нарушением обмена веществ с наиболее постоянным его проявлением — гипергликемией, развитием поражения сосудов (синдром диабетической стопы), нервов, различных органов и тканей. Демонстративное и обязательное проявление заболевания — нарушение углеводного обмена с прогрессирующим нарастанием уровня глюкозы в крови и выделением её с мочой. Значительные потери сахара с мочой являются причиной стойкого осмотического диуреза (мочеизнурения) и развивающейся дегидратации и гипокалиемии.

## Несахарный диабет
Заболевание характеризуется полидипсией (жаждой), полиурией, сочетающейся с низким удельным весом мочи (мочеизнурением — частыми и обильными мочеиспусканиями, не зависящими от количества выпиваемой жидкости). Развивается вследствие абсолютной или относительной недостаточности антидиуретического гормона (АДГ, вазопрессина).

## Почечный диабет
Заболевание развивается в результате нарушения транспорта глюкозы в канальцах почек, экскреция которой усиливается при нормальном уровне глюкозы в крови. Указанный дефект в канальцевом аппарате (первичная тубулопатия) может встречаться совершенно изолированно, либо в сочетании с другими заболеваниями канальцев (синдроме де Тони — Дебре — Фанкони, глюкозо-фосфат-аминовом диабете и т. д.).

## Фосфат-диабет
Наследственный фосфат-диабет или витамин D-резистентный рахит — генетически обусловленное заболевание, характеризующееся:
- гипофосфатемией и гиперфосфатурией;
- нормальным содержанием в крови паратгормона и кальция;
- повышением активности щелочной фосфатазы;
- выраженными деформациями ног (искривление с началом ходьбы).

## Почечный солевой диабет
Заболевание развивается в результате нарушения реабсорбции ионов натрия в канальцах вследствие низкой чувствительности рецепторов канальцевого эпителия к альдостерону. Вместе с натрием (осмотический диурез) организм теряет значительные количества жидкости (мочеизнурение), развиваются дегидратация, солевое истощение, дистрофия.

## Наследственные нарушения почечного мембранного транспорта аминокислот
Среди первичных тубулопатий известно сочетание аномалий почечного мембранного транспорта глюкозы и аминокислот (глицина, цистина, триптофана). Данная ферментная тубулопатия — врождённая патология, обусловленная митохондриальным ферментным дефектом в цикле Кребса, наследуется по аутосомно-доминантному типу и представляет собой одну из разновидностей вторичного гиперпаратиреоза. Исходом заболевания является хроническая почечная недостаточность.

## Бронзовый диабет
Бро́нзовый диабе́т (пигме́нтный цирро́з, ге́мохромато́з) — заболевание, обусловленное нарушением обмена железа с накоплением его в тканях и органах.

## Диабет у детей
Первая обстоятельная работа по сахарному диабету детского возраста встречается в 1878 году. Возникновение этого недуга у детей диагностируется чаще всего после перенесенных инфекционных заболеваний (COVID-19, свинка, инфекционный гепатит, тонзиллогенная инфекция, малярия, корь и др.) Так же были случаи получения заболевания после прививок от вышеперечисленного. Психические травмы как острые так длительного действия, а также физические травмы, особенно ушибы в области головы и живота, неправильное питание большим количеством углеводов и жиров — все эти факторы косвенно способствуют развитию скрыто существующей несовершенности островкового аппарата поджелудочной железы. В детском организме важную роль в возникновении диабета может играть повышенная в этом возрасте секреция соматорного гормона гипофиза (гормона роста). Процесс роста, при котором происходит усиленный синтез белка, связан с участием инсулина и повышенным его потреблением тканями. при неполноценном островковом аппарате поджелудочной железы может наступить истощение его функции, в результате чего развивается сахарный диабет. Первые диагностируемые признаки недуга это: повышена жажда, сухость во рту, частое обильное мочеиспускание, нередко ночное и даже дневное недержание мочи. Позднее как симптом проявляется похудание при хорошем, иногда даже очень хорошем аппетите, общая слабость, головные боли, быстрая утомляемость.